# 6251 Setsuko
6251 Setsuko eller 1992 DB är en asteroid i huvudbältet som upptäcktes den 25 februari 1992 av de båda japanska astronomerna Toshimasa Furuta och Makio Akiyama vid Susono-observatoriet. Den är uppkallad efter en av upptäckarnas fru, Setsuko Akiyama.
Asteroiden har en diameter på ungefär 5 kilometer och den tillhör asteroidgruppen Flora.